# Bopyrina sewelli
Bopyrina sewelli är en kräftdjursart som beskrevs av Goverdhan Lal Chopra 1930. Bopyrina sewelli ingår i släktet Bopyrina och familjen Bopyridae. Inga underarter finns listade i Catalogue of Life.